# Terminator orientalis
Terminator orientalis är en stekelart som beskrevs av Humala 2007. Terminator orientalis ingår i släktet Terminator och familjen brokparasitsteklar. Inga underarter finns listade i Catalogue of Life.